# M108 (astronomia)
M 108 (conosciuto anche come NGC 3556 o anche con il suggestivo nome di Galassia Surfboard) è una galassia a spirale a circa 45 milioni di anni luce, nella costellazione dell'Orsa Maggiore, scoperta da Pierre Méchain nel 1781. Nel 2005, Scott D. Davis suggerì il nome, Galassia Surfboard, per il fatto che la sua forma ricorda quello di una tavola da surf.

## Osservazione

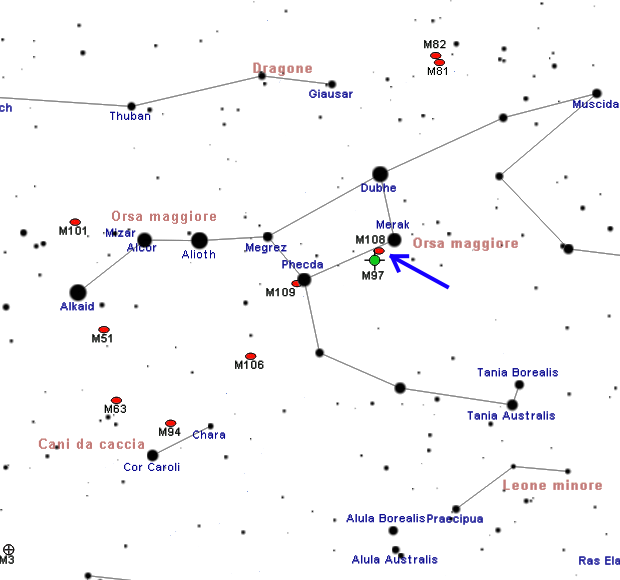
Mappa per individuare M108.

M108 è visibile anche con un binocolo, in una notte buia e limpida; la sua individuazione è facilitata notevolmente dalla presenza a breve distanza della stella Merak (β Ursae Majoris), una dei due puntatori del Grande Carro che consentono di individuare la Stella Polare. In un telescopio amatoriale da 60mm di apertura è visibile come un fuso piuttosto allungato in senso est-ovest, mentre con un 150mm si mostrano alcune condensazioni più luminose; in ambo i casi comunque la galassia resta poco contrastata rispetto al fondo cielo. Le irregolarità maggiori si rinvengono in direzione est, come pure la parte più luminosa del fuso.
La sua declinazione è molto settentrionale: infatti questa galassia si presenta circumpolare da gran parte dell'emisfero boreale, come tutta l'Europa e in Nordamerica; dall'emisfero australe invece è possibile osservarla solo in prossimità del Tropico del Capricorno, alle basse latitudini temperate. Il periodo migliore per la sua osservazione nel cielo boreale è quello compreso fra gennaio e agosto.

## Storia delle osservazioni
La scoperta di M108 avvenne ad opera di Pierre Méchain, che la descrisse come una nebulosa in prossimità di β Ursae Majoris, nel febbraio del 1781; fu comunque osservata anche da Charles Messier, che ne determinò la posizione. Tuttavia, questo assieme ad altri oggetti non venne mai inserito nel catalogo da lui curato, poiché all'epoca della sua osservazione e misurazione era già stato pubblicato; l'aggiunta fu fatta solo nel 1953, a seguito dell'inclusione degli oggetti osservati dal Messier ma mai inseriti nel catalogo.

## Caratteristiche

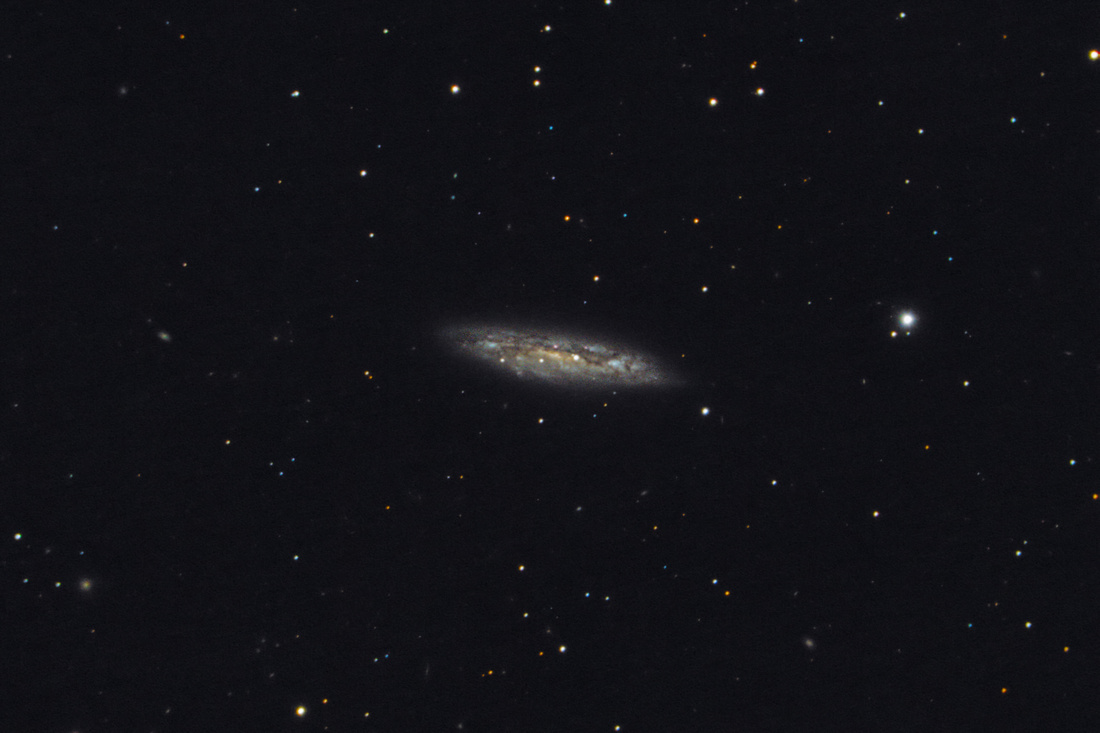
M108 ripresa dal Monte Wilson.

M108 è una galassia a spirale vista quasi perfettamente di taglio: la sua inclinazione è pari a 81° rispetto alla nostra linea di vista; i suoi bracci sono fortemente oscurati da grandi complessi di nebulose oscure e polveri interstellari, che rendono invisibile anche in nucleo galattico. Sono note anche alcune regioni H II, in cui hanno sede fenomeni di formazione stellare. La massa totale della galassia sarebbe di soli 14 miliardi di masse solari, ossia circa un ventesimo di quella della nostra Via Lattea. La sua distanza è stata stimata in 45 milioni di anni luce e sembra allontanarsi da noi alla velocità di 772 km/s.
In M108 è stata scoperta una supernova di tipo II, la SN 1969B, che raggiunse la magnitudine 13,9 il 23 gennaio 1969.

### Libri
- (EN) Stephen James O'Meara, Deep Sky Companions: The Messier Objects, Cambridge University Press, 1998, ISBN 0-521-55332-6.

### Carte celesti
- Toshimi Taki, Taki's 8.5 Magnitude Star Atlas, su geocities.jp, 2005. URL consultato il 7 novembre 2010 (archiviato dall'url originale il 5 novembre 2018). - Atlante celeste liberamente scaricabile in formato PDF.
- Tirion, Rappaport, Lovi, Uranometria 2000.0 - Volume I - The Northern Hemisphere to -6°, Richmond, Virginia, USA, Willmann-Bell, inc., 1987, ISBN 0-943396-14-X.
- Tirion, Sinnott, Sky Atlas 2000.0 - Second Edition, Cambridge, USA, Cambridge University Press, 1998, ISBN 0-933346-90-5.
- Tirion, The Cambridge Star Atlas 2000.0, 3ª ed., Cambridge, USA, Cambridge University Press, 2001, ISBN 0-521-80084-6.